# Artists & Repertoire
Nell'industria musicale, l'Artists & Repertoire, a volte indicato con l'acronimo A&R, è una divisione di un'etichetta discografica responsabile della scoperta di nuovi musicisti e cantautori e dello sviluppo artistico.
L'A&R rappresenta il tramite tra l'artista e l'etichetta e spesso interpreta le preferenze della label. Accade di frequente che un responsabile A&R sia richiesto per negoziare con gli artisti, cercare compositori e produttori discografici per l'artista e organizzare le sedute di registrazione. Nel Regno Unito, prima che nascesse la figura del produttore discografico, il direttore A&R sovrintendeva alle sedute in studio e si assumeva la responsabilità di eventuali decisioni riguardanti le registrazioni.

## Responsabilità ed ambiti d'azione

### Il talent scout
La divisione A&R di un'etichetta discografica è responsabile della ricerca e dell'ingaggio di nuovi artisti discografici. Lo staff della A&R potrebbe andare a sentire le band emergenti suonare in discoteche e festival come un normale talent scout. Il personale della divisione A&R dovrebbe comprendere i gusti contemporanei al mercato ed essere in grado di trovare artisti che avranno un certo successo commerciale. Per questo motivo, lo staff della A&R è spesso composto da giovani, musicisti, critici e giornalisti musicali o produttori discografici.
Un dirigente di un reparto A&R è autorizzato a offrire un contratto discografico, spesso sotto forma di memorandum d'intesa - un breve documento informale che stabilisce un rapporto commerciale tra l'artista discografico e la casa discografica. I veri negoziati contrattuali vengono poi effettuati dagli avvocati specializzati nel diritto della musica e dello spettacolo delle parti, assunti dal manager del musicista e dalla casa discografica.
I dirigenti dell'A&R si affidano spesso al passaparola di soci, critici e contatti commerciali di fiducia, piuttosto che ai demo tape non richiesti Questi professionisti tendono anche a favorire le band che suonano nella città dove risiedono gli uffici dell'etichetta discografica.

### Supervisione del processo di registrazione
La divisione A&R di un'etichetta discografica supervisiona lo stile musicale e il processo di registrazione. Questo aspetto include l'aiutare l'artista a trovare il produttore discografico giusto per lui, il programmare il tempo in uno studio di registrazione e il consigliare l'artista su tutti gli aspetti della registrazione ad alta qualità. La A&R lavora con l'artista per scegliere le migliori canzoni (cioè repertorio) da registrare. Per gli artisti che non scrivono la propria musica, il personale dell'A&R aiuterà a trovare autori, arrangiatori e canzoni. Lo staff dell'A&R aiuterà a trovare i giusti turnisti per la registrazione. I dirigenti dell'A&R mantengono il contatto con le loro controparti presso le case editrici musicali per ottenere nuove canzoni e materiale da cantautori e produttori.

### Aiutare con il marketing e la promozione
Una volta il disco è completo, il reparto A&R consulta il marketing, la promozione radiofonica, l'artista e la loro direzione per scegliere uno o più singoli per aiutare a promuovere l'album.

## L'influenza degli A&R nella storia della musica pop
I gusti di alcuni dirigenti di reparti A&R hanno fortemente influenzato il corso della storia della musica pop e rock. Un uomo A&R come John Hammond scoprì musicisti come Billie Holiday, Bob Dylan, Aretha Franklin e Bruce Springsteen. I colleghi di Hammond erano inizialmente scettici su questi artisti perché nessuno di loro sembrava creare musica molto "commerciabile". L'istinto di Hammond si rivelò corretto e questi artisti continuarono a vendere centinaia di milioni di dischi. Gary Gersh ha ingaggiato i Nirvana per la DGC Records di David Geffen in un momento in cui la musica rock alternativa non era considerata molto commerciabile. Gersh è stato in grado di convincere i suoi colleghi a spingere il loro album nonostante i profondi dubbi dei più. In casi come questi, i reparti ed il personale A&R hanno radicalmente cambiato la direzione dei gusti musicali popolari e hanno introdotto un gran numero di persone a nuovi suoni.
Questo tipo di prescienza è l'eccezione piuttosto che la regola. Storicamente, i dirigenti di A&R tendono ad ingaggiare nuovi artisti che si adattano alle recenti tendenze e che assomigliano ai gruppi che hanno successo in quel momento. Ad esempio, l'uomo A&R della Columbia Records negli anni '50, Mitch Miller, ha favorito i cantanti pop tradizionali come Guy Mitchell e Patti Page, rifiutando le proposte di Elvis Presley e Buddy Holly.
Questa mentalità improntata sulla "tendenza a seguire" ha generato diverse ondate di generi ristretti divenuti in seguito inflazionati e banali come il teen pop (1998–2001), l'alternative rock (1993–1996), il glam metal (1986–1991) e la disco music (1976–1978). La "tendenza a seguire" può essere quindi controproducente, portando alla sovra-promozione di un genere seguita poi da un rapido decadimento e rigetto da eccesso di proposte ed omologazione (come è successo al genere disco per esempio). Le case discografiche si sono quindi trovate spesso di fronte a perdite enormi dovute al cambio di gusto dei consumatori ed al rapido declino di ondate e tendenze ormai esaurite. Ad esempio, alla fine del boom della disco music nel 1978, milioni di dischi furono restituiti dai rivenditori, causando una profonda recessione nel settore della musica che durò fino al 1982, quando Michael Jackson pubblicò Thriller riportando il pubblico nei negozi di dischi.
Dagli anni ottanta in poi, con le fusioni di grandi aziende multinazionali che coinvolsero anche il settore discografico, i reparti A&R delle major vennero spesso ridimensionati. Questo aspetto era sintomatico di un sistema in cui, le figure più potenti del settore non erano più appassionati di musica o persone con un background musicale, ma erano dirigenti d'azienda. Se tradizionalmente i dirigenti di A&R erano compositori, arrangiatori e produttori (come i capi della Atlantic Records Jerry Wexler e Ahmet Ertegun che erano anche, rispettivamente, produttore e compositore), in seguito i reparti A&R con conoscenza e capacità musicale divenne una rarità (tra le eccezioni si possono citare Ron Fair e Martin Kierszenbaum). Il compositore ed arrangiatore Richard Niles ebbe così a dire:
(Bouwman, Kimbel (23 April 2007). "Interview with Richard Niles". HitQuarters. Archived from the original on 29 March 2012. accesso 17 November 2010.)
Il gruppo hip hop Wu-Tang Clan hanno fatto riferimento a questo stereotipo del dirigente A&R nel loro singolo Protect Ya Neck, paragonandoli metaforicamente a "Ulunni".